# Còlit pit-rogenc
El còlit pit-rogenc (Oenanthe frenata; syn: Oenanthe bottae frenata) és una ocell de la família dels muscicàpids (Muscicapidae) pròpia d'Eritrea i Etiòpia. Viu en sabanes, matollars i pastures. El seu estat de conservació es considera de risc mínim.

## Taxonomia
Segons el Handook of the Birds of the World i la quarta versió de la BirdLife International Checklist of the birds of the world (Desembre 2019), aquest tàxon tindria la categoria d'espècie. Tanmateix, altres obres taxonòmiques, com la llista mundial d'ocells del Congrés Ornitològic Internacional (versió 12.1, gener 2022), el consideren encara una subespècie del còlit de Botta (Oenanthe bottae frenata). 